# Tmarus lawrencei
Tmarus lawrencei là một loài nhện trong họ Thomisidae.
Loài này thuộc chi Tmarus. Tmarus lawrencei được miêu tả năm 1955 bởi Comellini.